# Association Chartres sanctuaire du Monde
Pour les articles homonymes, voir CSM.
L'association Chartres sanctuaire du Monde (CSM) est une association loi de 1901 d'intérêt général à but non lucratif.

## L'association
Partant du constat que Chartres est un des sites les plus importants de l'histoire de l'art et de la spiritualité du Moyen Âge occidental, le but de l'association CSM est d'œuvrer en faveur de la pérennité et du rayonnement de la cathédrale Notre-Dame de Chartres.
Pierre Firmin-Didot fonde l'association en 1992 et la préside jusqu'en 2001. Servane de Layre-Mathéus le remplace de 2001 à 2020. À partir de cette date, la présidence est assurée par Jean-François Lagier.
L'association a reçu le 5 mai 2014 le certificat Europa nostra, mention spéciale du jury, European Heritage Award. CSM décerne en 2014 le label « Mécène de la cathédrale 2014 » qui récompense les donateurs.

## Contributions

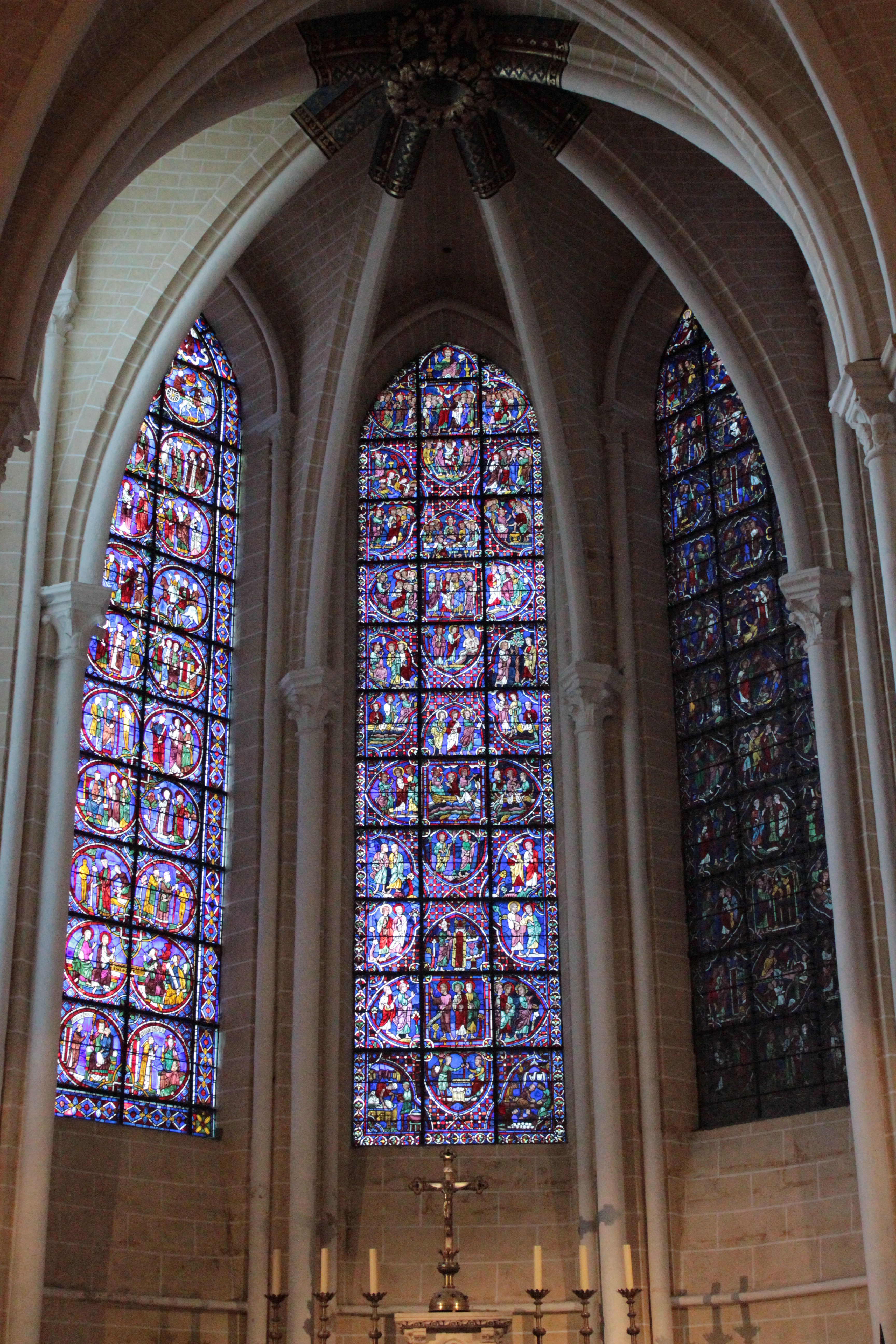
Le vitrail des Apôtres, au centre de la chapelle axiale du même nom (baie 0).

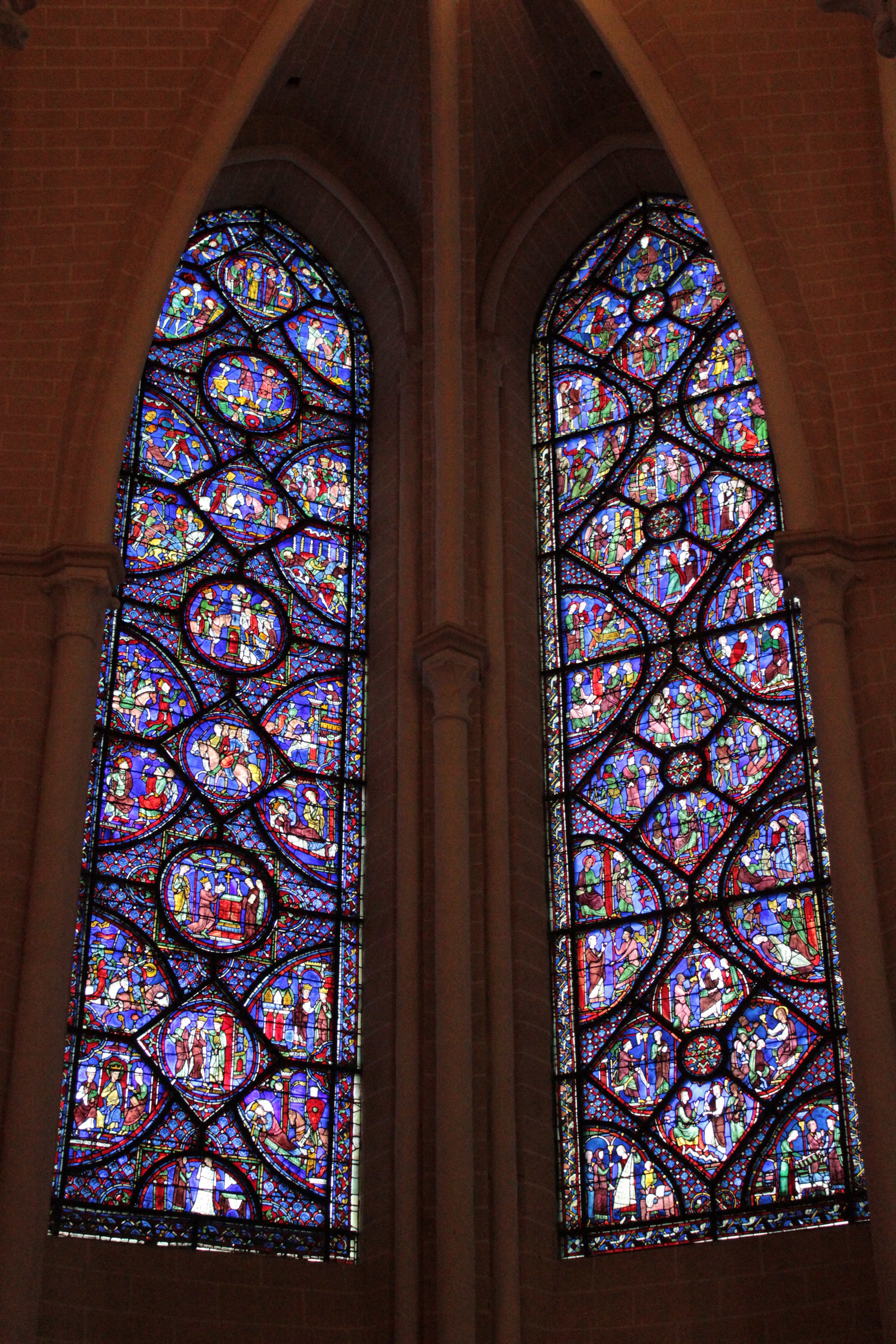
À droite, vitrail de saint Jacques le Majeur (baie 5).

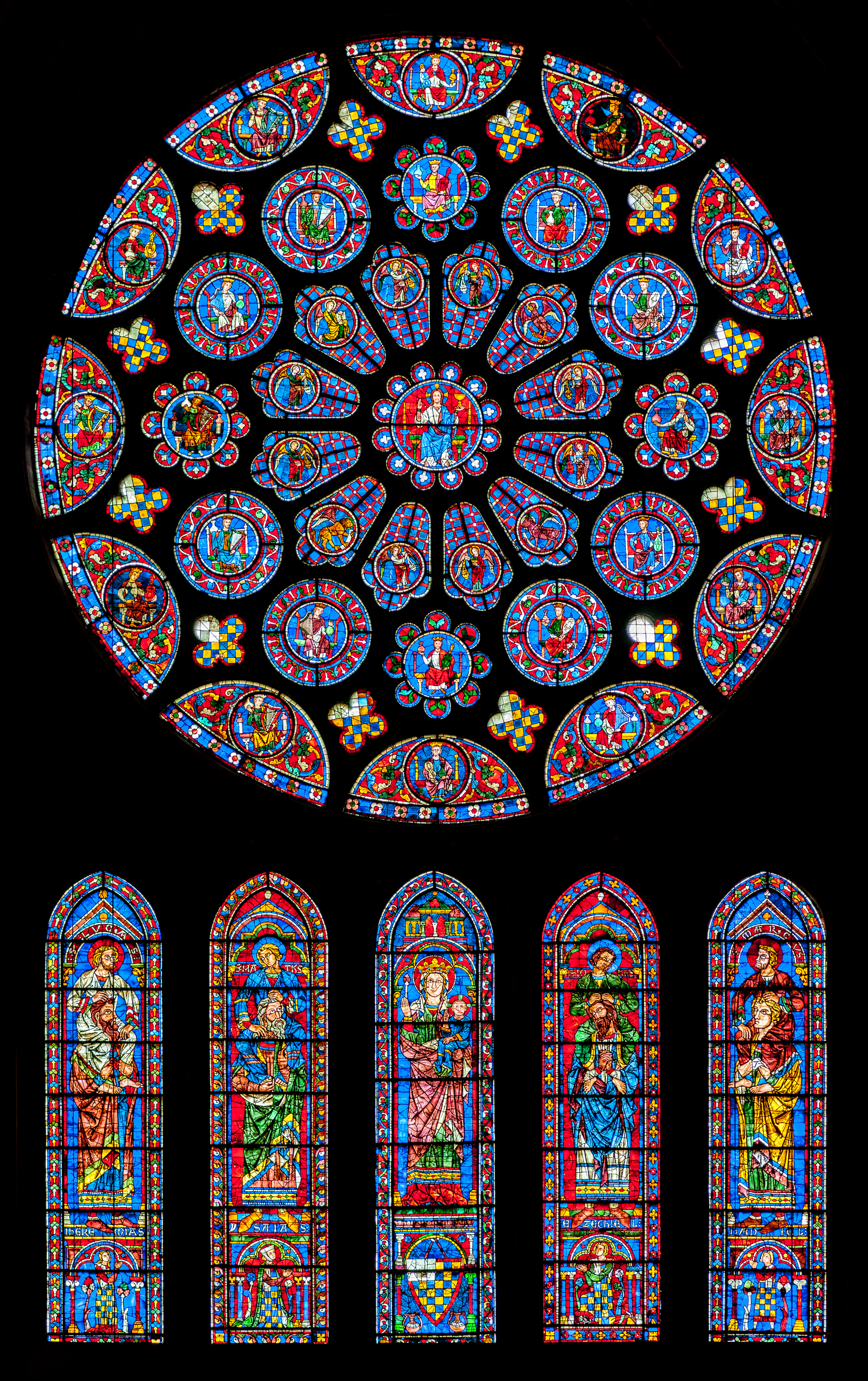
La rose et les cinq lancettes du transept sud (baie 122).

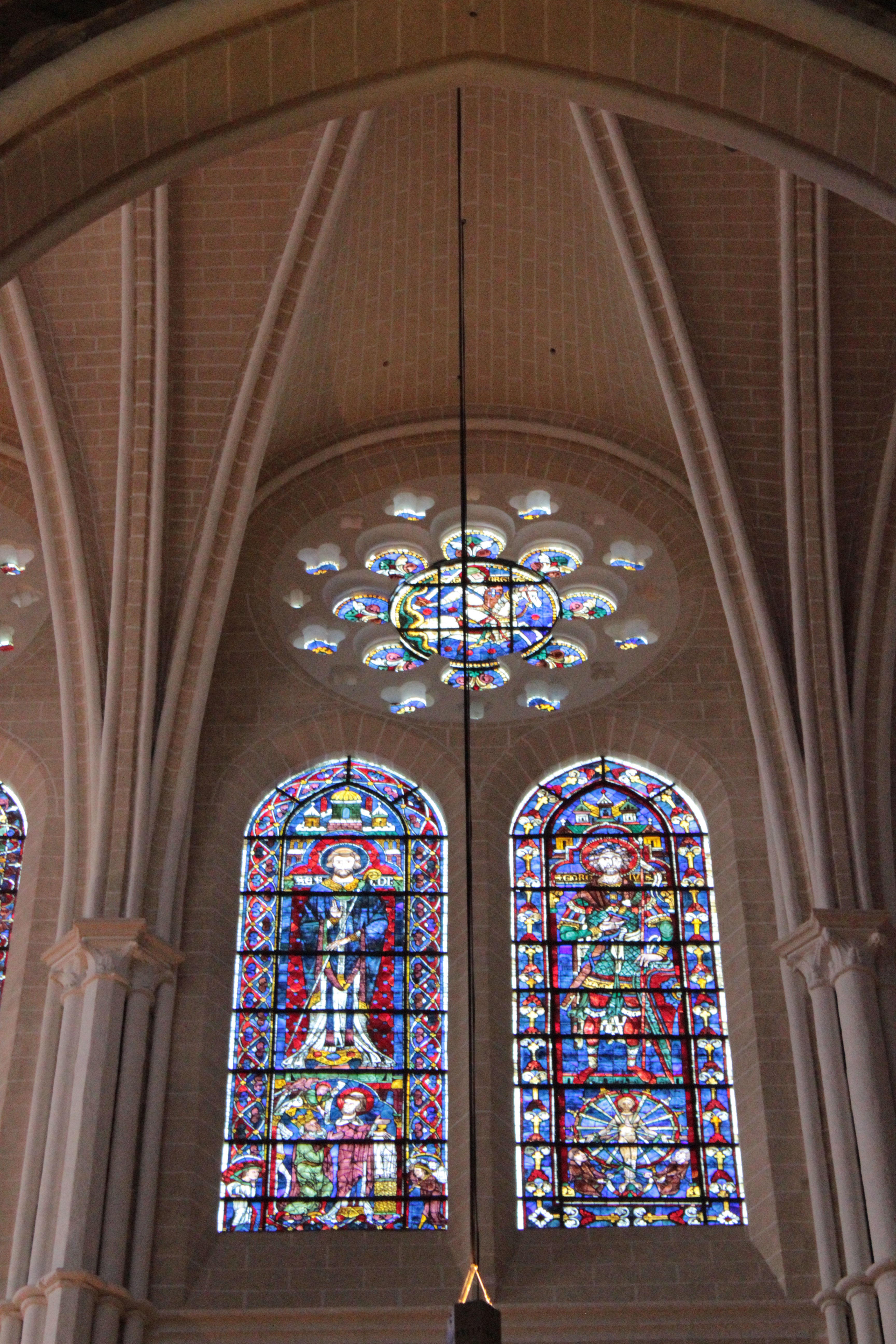
Vitrail de saint Georges et saint Gilles (baie 133).

Chartres sanctuaire du Monde contribue aux financements des restaurations suivantes :

### Contributions 1993-2014

#### Vitraux du déambulatoire
- Vitrail des Apôtres (vitrail central de la chapelle axiale, baie 0) ;
- Saint Jacques le Majeur (baie 5) ;
- Vitrail de saint Étienne (baie 13) ;
- Vitrail de saint Julien l'Hospitalier (baie 21) ;
- Vitrail de saint Thomas (baie 23).

#### Vitraux du haut cœur
- Vitrail de la Vierge en majesté (baie 100) ;
- Vitrail de Moïse et Isaïe (baie 102) ;
- Vitrail de David et Ézéchiel (baie 103) ;
- Vitrail de saint Pierre (baie 105) ;
- Vitrail de saint Martin et rose du comte Thibaud.

#### Vitraux du transept sud
- Rose du portail sud, en association avec Les Amis de la Cathédrale de Chartres (baie 122)

- Participation à la dépose des cinq lancettes du transept sud, en association avec American Friends of Chartres[1] (baie 122) :
  - Jérémie portant saint Luc ;
  - Isaïe portant saint Mathieu ;
  - Vierge à l'enfant ;
  - Ézéchiel portant saint Jean ;
  - Daniel portant saint Marc.

- Vitrail de saint Denis (baie 116)

#### Vitraux de la nef
- Vitrail de saint Gilles et saint Georges (baie 133)

#### Autres contributions
- Nettoyage de la chapelle des Apôtres
- Restauration de l'orgue de chœur ;
- Emmarchement du maître autel ;
- Études et restaurations du mobilier liturgique du chœur.

### Actualités
- Restauration des statues-colonnes déposées de la cathédrale ;
- Repose des vitraux de la chapelle Saint-Piat.

## Mécénat
L'association reçoit des dons provenant de particuliers ou d'entreprises français et étrangers (Crédit agricole, la Vie, etc, MMA, Minoteries Viron de Chartres, etc.).
En partenariat avec l'État français, et en particulier le ministère de la Culture, CSM recherche plus particulièrement des fonds pour financer la restauration des vitraux,.
L'association diffuse une lettre annuelle qui fait le point sur ses actions de mécénat. Elle est habilitée à envoyer un reçu fiscal pour tous les dons, déductibles des impôts à hauteur de 60 % pour les entreprises et 66 % pour les particuliers.